# Puccinia rugulosa
Puccinia rugulosa är en svampart som beskrevs av Tranzschel 1892. Puccinia rugulosa ingår i släktet Puccinia och familjen Pucciniaceae.   Inga underarter finns listade i Catalogue of Life.